# Fusinus mariaodetae
Fusinus mariaodetae is een slakkensoort uit de familie van de Fasciolariidae. De wetenschappelijke naam van de soort is voor het eerst geldig gepubliceerd in 2016 door Petuch en Berschauer.